# Carmen Portinho
Carmen Velasco Portinho (Corumbá, 26 de janeiro de 1903 — Rio de Janeiro, 25 de julho de 2001) foi uma engenheira, urbanista e feminista brasileira. Em 1919, lutou junto de Bertha Lutz e outras mulheres pelo direito ao voto. Foi vice-presidente da Federação Brasileira pelo Progresso Feminino e uma das co-fundadoras.
Terceira mulher a se graduar em engenharia pela Escola Politécnica da Universidade do Brasil, foi a primeira mulher a ganhar o título de urbanista.

## Vida pessoal
Nascida em Corumbá, em 1903, primogênita de nove irmãos, era filha de Francisco Sertório Portinho, gaúcho, e de Maria Velasco, boliviana. Mudou-se ainda bastante jovem, em 1911, para o Rio de Janeiro, capital federal na época, onde logo envolveu-se aos movimentos feministas, junto de Bertha Lutz, pelo direito das mulheres ao voto. Nas campanhas das décadas de 1920 e 1930 por mais cidadania para as mulheres, lutou incansavelmente pela igualdade entre homens e mulheres. Era ativista pela educação de mulheres e pela valorização do trabalho feminino fora da esfera doméstica. Graudou-se em 1925 na Escola Politécnica da antiga Universidade do Brasil, hoje a Universidade Federal do Rio de Janeiro.
Casou-se no início dos anos 1930 com médico Gualter Adolpho Lutz (1903-1969), irmão de Bertha Lutz, do qual se separou poucos anos depois. Casou-se novamente com Afonso Eduardo Reidy, um arquiteto brasileiro que projetou o Museu de Arte Moderna do Rio de Janeiro.

## Carreira

Em 1953.

Em 1926, assim que se formou, foi nomeada engenheira-auxiliar pelo então prefeito do Distrito Federal, Alaor Prata e assim Carmem ingressou no quadro de engenheiros da Diretoria de Obras e Viação da Prefeitura do Distrito Federal. Foi professora do Colégio Pedro II, o que foi um escândalo para a época, já que este era um internato masculino. O ministro da justiça tentou interferir em sua nomeação para o colégio, mas Carmem permaneceu lecionando por mais três anos antes de se demitir da cátedra. 
Devido ao machismo dentro da Diretoria de Viação e Obras da prefeitura da parte de colegas que questionavam sua competência e conhecimento, Carmem foi desafiada diversas vezes no trabalho. Sua primeira tarefa na diretoria foi a de vistoriar um pára-raios instalado no alto do antigo edifício da prefeitura, o que seus colegas acreditavam que ela não superaria. Carmem, no entanto, cumpriu a tarefa porque tinha treinamento em alpinismo, tendo escalado todos os morros da cidade do Rio de Janeiro quando ainda era estudante.
Carmem enfrentou outras dificuldades na carreira por ser mulher. As promoções dentro do departamento eram indicadas e não eram por merecimento. Na época, o presidente Washington Luiz fazia uma audiência pública para ouvir queixas e pedidos de funcionários e cidadãos e Carmem decidiu ir diretamente a ele para se apresentar. Carmem conseguiu sua promoção e ainda naquela década concluiu o primeiro curso de urbanismo do país. 
Conseguiu uma bolsa do Conselho Britânico para estagiar em comissões de reconstrução e remodelação das cidades inglesas destruídas pela guerra para complementar seus estudos em urbanismo. Sua experiência no exterior a fez sugerir ao então prefeito do Rio de Janeiro a criação de um Departamento de Habitação Popular para sanar a falta de moradas populares, conceito introduzido por Carmen.
Na década de 1950, Carmen, então diretora do Departamento de Habitação Popular, propôs a construção do conjunto residencial ‘Pedregulho’, no bairro de São Cristóvão, cujo projeto arquitetônico ficou sob a responsabilidade de seu marido, Afonso Eduardo Reidy. A idealização e construção dos conjuntos habitacionais deu-lhe projeção nacional e internacional, tornando-a uma engenheira de renome. No entanto, com a ascensão do jornalista Carlos Lacerda ao governo da Guanabara em 1962, Carmen pediu sua aposentadoria devido a divergências políticas irreconciliáveis com Lacerda. 
Mesmo fora da esfera pública, Carmen continuou trabalhando, porém pela iniciativa privada. Assumiu a construção do Museu de Arte Moderna do Rio de Janeiro e em 1963 tornou-se diretora da Escola Superior de Desenho Industrial (ESDI), a convite do governador da Guanabara, Francisco Negrão de Lima. A ESDI, experiência pioneira no país e primeira escola de desenho industrial da América Latina, havia sido criada em 1962 pelo então governador Carlos Lacerda. Mesmo no exterior, existiam poucas escolas de renome. Carmen dirigiu a ESDI por 20 anos.
Em 1987, Carmen foi homenageada pelo Conselho Nacional dos Direitos da Mulher (CNDM) por sua luta pelos direitos das mulheres. Ela entre outras mulheres, entregaram ao então presidente da Câmara dos Deputados, o deputado Ulisses Guimarães, a Carta das Mulheres aos Constituintes, que fazia várias reivindicações para as mulheres para a nova Constituição.

### Habitação popular
Carmen é uma das responsáveis pela introdução do conceito de habitação popular no Brasil . Influenciada pelas experiências na Europa e em sua visita ao arquiteto francês Le Corbusier, Carmen propôs ao então prefeito do Rio de Janeiro a construção de conjuntos habitacionais populares que fossem equipados com serviços sociais, fugindo das construções isoladas em blocos ou de casas individuais.
Os exemplos mais importantes de habitação coletiva realizados no Rio de Janeiro são os do conjunto de Pedregulho (1948) e o da Gávea (1952). Ambos foram idealizados como uma fita ondulante – associação com a proposta da faixa urbana contínua que Le Corbusier formulou ainda em 1929 – que se moldava sobre a acidentada topografia de ambos terrenos. 

### Capital federal
A ideia de transferir a capital federal do Rio de Janeiro para outra localidade não era nova. Quando Carmen defendeu seu doutorado em urbanismo em 1939, fica evidente seu interesse pela nova disciplina introduzida nos currículos de engenheiros e arquitetos, o urbanismo. Várias concepções arquitetônicas inovadoras foram idealizadas a partir de 1928 em congressos e simpósios internacionais, aliados às teses urbanísticas de Le Corbusier. A nova concepção da arquitetura moderna era a de organizar a área residencial de centros urbanos em unidades de habitação, separando as funções em um centro administrativo e de negócios, com ênfase em um sistema viário eficiente e equacionado. 
Tomando como exemplo as ineficientes cidades construídas em séculos passados, Carmen queria dar dinamismo e função aos novos centros urbanos, já que nenhuma dela atendia às quatro funções primordiais do urbanismo: habitação, transporte, trabalho e recreio. Segundo Carmen:
(...) nada mais nos restava a fazer senão abandonar todos os padrões antigos de traçados de cidades - que só servem para ilustrar os clássicos livros de urbanismo - todas as tentativas fracassadas de remodelação desses traçados e procurar a solução do nosso problema na aplicação de estudos feitos para a cidade dos tempos modernos.

### Museu de Arte Moderna do Rio de Janeiro
A única mulher em um canteiro com mais de 450 operários, Carmen comandava todas as decisões referentes à obra. O museu, que lutou por dois anos para sair do papel, em 1954, era de concepção de Afonso Eduardo Reidy, com uma estrutura toda metálica na Avenida Beira-Mar. Além do urbanismo, Carmen também avançava pelas artes plásticas, consciente do papel do museu para a arte local e para o novo projeto urbanístico do Rio de Janeiro. Carmen organizou e realizou várias exposição de arte e arquitetura, levando nomes brasileiros renomados para o exterior, como os de Ivan Serpa, Fayga Ostrower, Arthur Luiz Piza - todos jovens ligados à arte abstrata - e arquitetos, como Oscar Niemeyer, Alcides Rocha Miranda, Jorge Moreira e Affonso Eduardo Reidy.

## Morte
Carmen morreu em 25 de junho de 2001, aos 96 anos, na cidade do Rio de Janeiro.

## Cronologia (resumida)
- 1903 – Nasce em 26 de janeiro na cidade de Corumbá, Mato Grosso do Sul, Brasil.
- 1911 – Transfere-se com os pais para o Rio de Janeiro, então Distrito Federal.
- 1912 – Estudos no Colégio Sacré Coeur de Jesus.
- 1920 – Ingressa na Escola Politécnica da Universidade do Brasil.
- 1922 – Colabora com Bertha Lutz na fundação da Federação Brasileira pelo Progresso Feminino, tendo sido sucessivamente tesoureira e 1ª vice-presidente; 1º Congresso Internacional Feminino, promovido pela FBPF, no Rio de Janeiro.
- 1924 – Diploma-se como engenheira geógrafa.
- 1926 – Recebe o título de engenheira civil. Ingressa na Prefeitura do Distrito Federal, na Diretoria de Obras e Viação.
- 1928 – Intensifica, através da Federação Brasileira pelo Progresso Feminino, movimento em prol do voto e da cidadania da mulher.
- 1930 – Funda a União Universitária Feminina, da qual é a primeira presidente, com o objetivo de defender os interesses femininos nas profissões liberais; representa o estado do Rio Grande do Norte no 6º Congresso de Estradas de Rodagem, realizado em Washington, EUA.
- 1932 – Funda a Revista da Diretoria de Engenharia da Prefeitura do Distrito Federal, na qual ocupou a diretoria, secretaria e chefia de redação; a convite do ministro José Américo de Almeida, integra a comissão incumbida de inspecionar as obras contra as secas no Nordeste do País.
- 1935 – Assina, com mais 110 engenheiros, a ata da fundação da Sociedade de Arquitetos e Engenheiros do Rio de Janeiro.
- 1936 – Ingressa na Universidade do Distrito Federal no curso de urbanismo, de pós-graduação.
- 1937 – Funda e é a 1ª presidente da Associação Brasileira de Engenheiras e Arquitetas (ABEA) visando a entrosar mulheres formandas a ingressar no mercado de trabalho.
- 1939 - Obtém o titulo de urbanismo na UDF, defendendo a tese “A Construção da Nova Capital do Brasil no Planalto Central”. É a primeira mulher no Brasil a obter o título de urbanista.
- 1945 – Com bolsa do Conselho Britânico, viaja para Londres a fim de estudar planos e estagiar junto às equipes de recuperação e remodelação de cidades inglesas, bombardeadas durante a Segunda Grande Guerra. Com a vitória dos aliados, visita Paris pela primeira vez.
- 1947 – Criação do Departamento de Habitação Popular da Prefeitura do Distrito Federal, sendo sua primeira diretora; colabora com o arquiteto Affonso Eduardo Reidy no projeto e construção do Conjunto Habitacional Prefeito Mendes de Morais – Pedregulho, no qual é responsável pela parte de engenharia civil, cujos primeiros blocos foram inaugurados em 1950; representa o Brasil no Congresso Feminino Pró-Paz, realizado em Paris, França, no qual compareceram 52 nações.
- 1951 – Assume a diretoria executiva adjunta do Museu de Arte Moderna do Rio de Janeiro, instalado provisoriamente nos pilotis do Edifício do MEC.
- 1954 – Chefia as obras de engenharia civil da construção da nova sede do MAM, no aterro da Gloria, projeto do arquiteto Affonso Eduardo Reidy. O bloco escola é inaugurado em 1958.
- 1959 – Aposenta-se  da  Prefeitura do Distrito Federal, como engenheira-chefe e Diretora do Departamento de Habitação Popular; incentiva a criação do ateliê de gravura do MAM, de onde emerge uma nova geração de gravadores, sob a orientação de Edith Behring.
- 1965 – Organiza a exposição de arquitetura moderna brasileira para o Instituto Hispânico-Americano de Madri, Espanha; apoia Ceres Franco e Jean Boghici na realização da mostra de vanguarda “Opinião 65”, no MAM.
- 1966 – Visita, a convite do Departamento de Estado, os Estados Unidos da América, realiza contatos com diretores de museus, escolas, galerias de arte e colecionadores; recebe o titulo de Cidadã Carioca da Assembleia Legislativa do Estado da Guanabara;  organiza a representação brasileira à Bienal Americana de Gravura, em Santiago, Chile, bem como a mostra “Arte Brasileira Contemporânea”, realizada no MAM de Buenos Aires, Argentina; membro do júri internacional da III Bienal Americana de Arte de Córdoba, Argentina; curadora da representação brasileira;  atua também como correspondente do Jornal do Brasil.
- 1967 – Nomeada diretora  da Escola Superior de Desenho Industrial (ESDI).
- 1970 – Visita, a convite do governo, a Alemanha, para conhecer o desenvolvimento do desenho industrial nesse país. Aproveita a viagem e segue para o Japão, onde visita a Expo 70, em Osaka.
- 1987 – Faz parte da comissão que entrega a Carta das Mulheres ao Presidente da Constituinte, Deputado Ulisses Guimarães, em Brasília, DF.
- 1991 – Homenageada pela Uerj com a instituição do Prêmio Carmen Portinho destinado a estimular e valorizar anualmente a produção cientifica na graduação dos seus alunos.
- 1993 –Inaugura, na Uerj, a mostra  “Carmen Portinho – uma homenagem” sobre sua trajetória profissional. Essa exposição é montada, no mesmo ano, na ESDI.
- 1999 – É homenageada pelo Conselho Nacional de Mulheres do Brasil; pela secretaria municipal de obras publicas pela criação, há 67 anos, da revista municipal de engenharia; indicada ao Premio Astúrias; orienta alunos da faculdade Gama Filho na tese sobre o Conjunto Pedregulho, que conquista o primeiro lugar em concurso patrocinado pelo Instituto dos Arquitetos do Brasil;  homenageada com a publicação do livro “Por toda a minha vida”, depoimentos a Geraldo Edson de Andrade e Alfredo Britto.